# ماهندرا چودهری
ماهندرا چودهری (انگلیسی: Mahendra Chaudhry؛ زادهٔ ۹ فوریهٔ ۱۹۴۲) سیاست‌مدار اهل فیجی است.
وی نخست وزیر سابق فیجی است.